# بانتير (مركبة)
بانتير (بالعبرية: פנתר، النمر) مركبة دفع رباعي مدرعة لجميع التضاريس صُنعت في إسرائيل اعتماداً على هياكل شاحنات أوشكوش، وهي تخدم في خدمة الجيش الإسرائيلي للقيام بمهام أمنية روتينية في مختلف القطاعات. وقد بُنيت لتحل محل المركبة زئيف التي تستخدمها الكتائب في الألوية الإقليمية منذ 15 عاماً وكذلك سفالون، النسخة الأصغر من شاحنات السفاري التي تخدم منذ زمن المنطقة الأمنية جنوب لبنان إبان الاحتلال الإسرائيلي.

## التطوير
بدأ الجيش الإسرائيلي في استبدال أسطوله من شاحنات ريو بشاحنات (عائلة المركبات التكتيكية المتوسطة) من شركة أوشكوش في بداية 2017. ولذلك تقرر أنه من أجل خفض تكاليف الصيانة، بناء بانتير اعتماداً على هياكل شاحنات أوشكوش.
كُشف عن نموذج بانتير المصمم ليحل محل ذئيف في بداية 2019. خطط الجيش الإسرائيلي لإنتاج ما يقرب من 100 مركبة بانثر لنشرها في مختلف القطاعات. كان الهدف الأولي هو تشغيل عشر مركبات منها في غضون عام. وفي 2021، سُلمت بانتير إلى الوحدات العملياتية، ومنذ ذلك الحين يستخدم الجيش الإسرائيلي بانتير عند مدخل المنطقتين (أ) و(ب) والقرى في يهودا والسامرة.
خضعت بانتير للتحسين وأُضيف لها قدرات دفاعية إضافية في أوائل 2023، مما نتج عنه تصميم مركبة مدرعة جديدة أصغر حجماً، وهي دجلة.

## التصميم والمواصفات
يمكن لمركبة النمر، التي يبلغ وزنها الأدنى 10 أطنان، أن تصل إلى سرعة قصوى تبلغ حوالي 90 كم/ساعة ولكن يتم تشغيلها عادةً بسرعة أقل تبلغ حوالي 55-60 كم/ساعة للسلامة لأسباب تتعلق بالسلامة، وهي مصممة لتكون ثابتة في الميدان وقادرة على نقل الجنود وإجلاء الجرحى بسرعة، وبها مقاعد قابلة للطي قادرة على استيعاب ما يصل إلى 14 جندياً، مع إمكانية تهيئتها لإجلاء الأفراد المصابين، حيث تستوعب ما يصل إلى ستة نقالات في حال خدمت كسيارة الإسعاف. وقد صُممت بانتير لتكون قادرة على حمل وزن طن وأكثر على عجلات مقاومة للتآكل، عكس زئيف. كما أنها مُصممة لتتمكن من المناورة بسهولة عبر المساحات الضيقة، مما يجعلها مناسبة للبيئات الحضرية والمعقدة.
وقد جُهزت المركبة بنظام مراقبة يشمل كاميرات محيطية لمراقبة الأنشطة من مختلف الزوايا، بالإضافة إلى نظام اتصال داخلي للتواصل الفعال بين السائق والضابط الآمر أثناء العمليات. تشتمل بانتير أيضاً على نظام تكييف وتدفئة مطور، ونوافذ أوسع مع خط رؤية مباشر ومثالي نحو الخارج، وفتحات إطلاق النار، وفتحات زاوية فتح أكثر فعالية، وقضبان حماية حجرية تفاضلية، اعتماداً على مستوى التهديد.
والمركبة مطلية من الخارج والداخل بمواد خاصة للعزل الحراري والحفاظ على درجة الحرارة وتثبيط اللهب، بما يتجاوز إحكام إغلاق مقصورة الركاب، مما يمنع دخول الحريق إليها، في حالة إلقاء زجاجة مولوتوف على المركبة. كما أنها مزودة بألواح حماية مصممة لامتصاص طلقات الأسلحة الخفيفة مثل الرشاشات التي يصل عيارها إلى 7.62 ملم وربما .50 ملم أيضاً. ويمكن زيادة الحماية الباليستية باستخدام دروع إضافية.
كما أن المركبة مزودة بإطارات قابلة للتشغيل، والتي تمكنها من مواصلة التحرك حتى عند تعرضها للتلف، مما يقلل من خطر توقفها أثناء العمليات، ويضمن وجود فتحات الهروب إمكانية خروج الجنود من المركبة بسرعة في حالات الطوارئ. خضعت المركبة لتعديلات مستهدفة، لتلبية الاحتياجات التشغيلية المحددة للجيش الإسرائيلي، بما في ذلك تركيب مقابس شحن للسماح بسهولة الصيانة وإمدادات الطاقة لمختلف المعدات.

## الخدمة العملية
شوهدت مركبة قيادة محمية تتبع منظمة اتحاد الإنقاذ في تجمعات قوات الجيش الإسرائيلي خارج قطاع غزة أثناء عملية الجرف الصامد، ويبدو أن المركبة كانت نموذج أولي لبانتير المستعارة من إدارة برنامج العربات والمركبات.

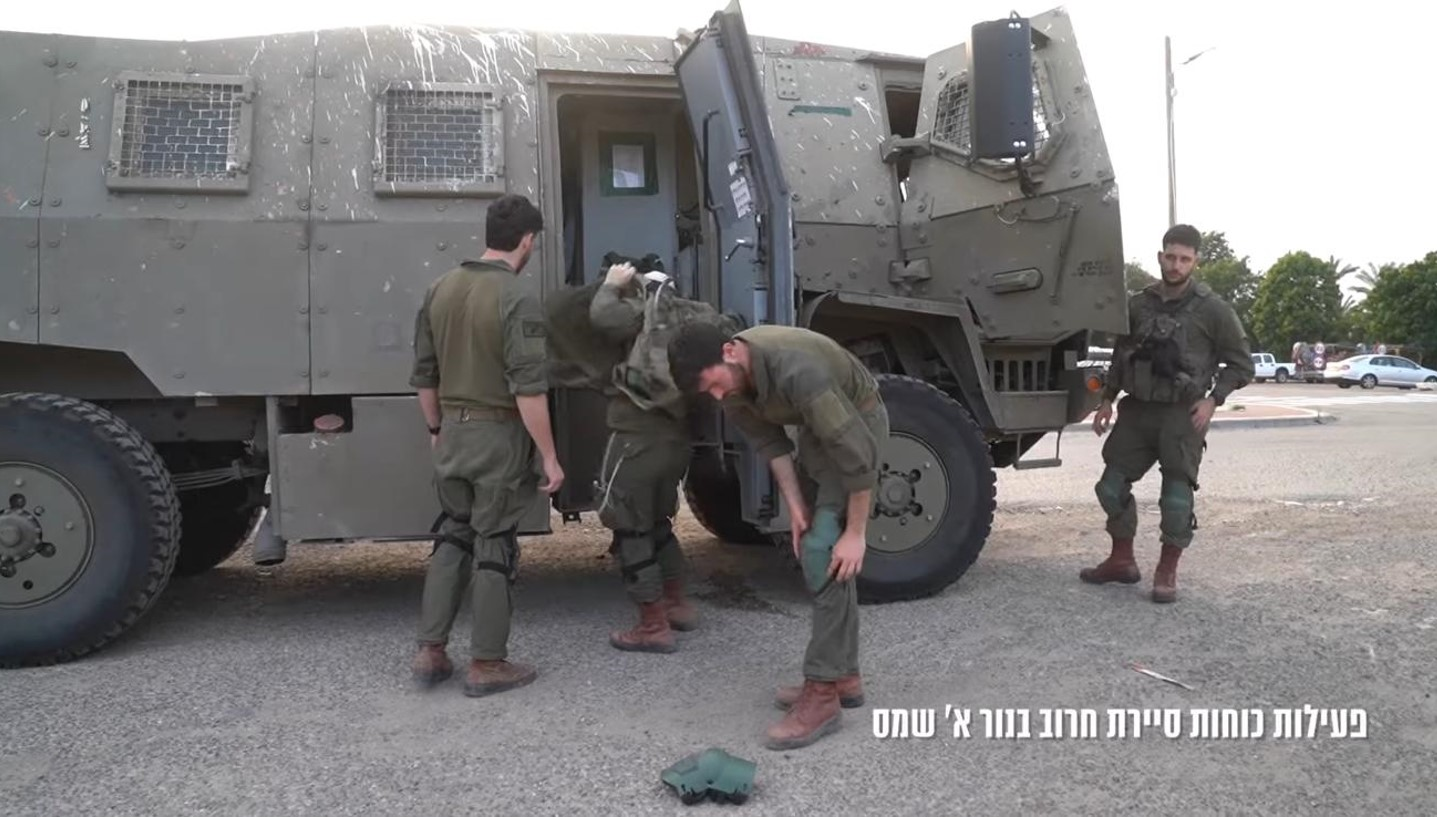
مقاتلون من سايريت هاروف، لواء كفير بصحبة مركبة بانتير، خلال عملية مداهمة بمخيم نور شمس، 20 أبريل 2024

تعرضت مركبة بانتير لانفجار عبوة ناسفة أسفلها خلال عملية مداهمة في مخيم جنين للاجئين في 19 يونيو 2023، مما أدى إلى تعطلها بالكامل وكان لا بد من سحبها تحت نيران كثيفة. وخلال عملية سحبها، أصيب سبعة مقاتلين بجروح وتضررت خمس مركبات أخرى جراء انفجار عبوات ناسفة. وبعد ذلك، أضاف الجيش الإسرائيلي وسائل حماية لمركبات بانتير والمركبات الأخرى المستخدمة في المنطقة (أ).
في بداية الاجتياح الإسرائيلي لغزة في 28 أكتوبر 2024 ضمن الحرب الفلسطينية الإسرائيلية، أُصيبت إحدى مركبات بانتير بصاروخ كورنيت موجه شرق حي الشجاعية.
تعرضت بانتير كغيرها من المركبات الإسرائيلية لكمائن العبوات الناسفة المزروعة على جوانب الطرق خلال المداهمات المتصاعدة في الضفة الغربية، منذ بدء عملية السيوف الحديدية:
- 22 مايو 2024: انفجرت عبوة ناسفة بمركبة بانتير في مخيم جنين، مما أدى إلى إصابة الأسيرة وفاء جرار (50 عاماً) والتي كانت معتقلة داخلها ونُقلت لمستشفى رمبام بحيفا.[9][10]
- 26 يونيو 2024: انفجرت عبوتان بمركبة بانتير في مخيم جنين، مما أدى إلى إصابة 17 جندياً بجروح متفاوتة، من بينهم قائد فصيلة قناصة (النقيب ألون سكاجيو)، الذي توفي لاحقاً متأثراً بجراحه.[11][12]
- 1 يوليو 2024: ظهرت مشاهد لسحب مركبة بانتير وهي معطوبة تماماً خلال الاقتحام الإسرائيلي لمخيم نور شمس بطولكرم،[13] كانت المركبة التي تتبع وحدة دوفدفان (لواء عوز) قد تعرضت لانفجار عبوة ناسفة مما أسفر عن مقتل سائقها الرائد يهودا غاتو (22 عاماً) وإصابة جندي آخر بجروح خطيرة.[14]
- 21 يوليو 2024: ظهرت مشاهد لسحب مركبة بانتير بعد إعطابها نتيجة استهدافها بعبوة ناسفة خلال عملية للجيش الإسرائيلي في طوباس بالضفة الغربية.[15][16]